# Ермон
Ермон (фр. Ermont) град је у Француској, у департману Долина Оазе.
По подацима из 1999. године број становника у месту је био 27.494.

## Демографија
| 1962.  | 1968.  | 1975.  | 1982.  | 1990.  | 1999.  | 2011.  |
| ------ | ------ | ------ | ------ | ------ | ------ | ------ |
| 19.263 | 23.842 | 25.492 | 24.394 | 27.947 | 27.494 | 27.304 |

## Партнерски градови
- Лампертхајм
- Maldegem
- Адрија
- Wierden
- Banbury
- Loja